# Thomasia foliosa
Thomasia foliosa är en malvaväxtart som beskrevs av Jacques Étienne Gay. Thomasia foliosa ingår i släktet Thomasia och familjen malvaväxter. Inga underarter finns listade i Catalogue of Life.